# Айнетдинов, Александр Хайдарович
Александр (Али Хайдарович) Айнетдинов (род. 5 февраля 1963, Москва) — российский иконописец.

## Биография
Родился в Москве в 1963 году в семье Хайдара Айнетдинова и Татьяны Кожевниковой. С детства проявлял способности к рисованию. В 1970 году учился в общеобразовательной школе № 596, во время обучения занимался в студии изобразительного искусства. В 1978 году, после окончания восьми классов, поступил в Московский архитектурно-строительный техникум на отделение «Архитектура».
С 1979 года каждое лето принимал участие в Старицкой археологической экспедиции в городе Старице Тверской области.
Работал техником-архитектором в «Союзреставрации». В 1982 году по окончании техникума по распределению работал техником-архитектором в ГлавАПУ, в мастерской Александра Кузьмина.
Осенью 1982 года был призван в ряды Советской армии. Службу проходил в военно-строительных частях, в войсковой части 44113, расположенной в Загорске (Сергиевом Посаде), в должности художника политотдела. Демобилизовался в 1984 году.
В 1985 году поступил на первый курс Московского архитектурного института, где учился до 1990 года.
С 1993 по 2000 годы пробовал себя в разных профессиях.
В 1997 году обратился к православной вере и пришёл в Церковь (РПЦ МП). Воцерковлялся у священника Евгения Генинга (село Ерино) и иеромонаха Илариона(Алфеева) (храм великомученицы Екатерины на Всполье). В 1999 году иеромонах Иларион (Алфеев) благословил обучению иконописи.
В 2001 году приступил к первой самостоятельной работе над центральным иконостасом Покровского храма посёлка Ерино Московской области. Завершил работу в 2005 году, митрополитом Крутицким и Коломенским Ювеналием был награждён грамотой «За благословенные труды во славу Церкви».
В 2004 году зарегистрировал брак с сербкой Миряной Медич, в 2005 году обвенчались. С 2005 по 2006 годы жил в Сербии.
В 2005 году на XII Рашских духовных торжествах в Сербии в рамках Дней русской культуры принял участие в выставке икон «Из России с любовью». В 2006 году в Белграде в «Русском доме» на Рождественских торжествах были выставлены иконы, написанные для Царских врат Покровского храма посёлка Ерино. В 2006 году в Нови-Саде православным издательством «Дуга-книга» была издана книга-календарь со стихами Божаны Стоянович и иконами из иконостаса Покровского храма.
Написал иконы для храмов России, Сербии, Севастополя, для сербского монастыря на Афоне Хиландар, в частные коллекции.
В 2006 году после возвращения в Россию написал иконостас придела преподобного Сергия в Покровском храме в Ерине. В 2007 году написал два иконостаса боковых приделов храма святителя Николая в Кленове (Московской области). 
В 2009 для этого же храма написал иконы четырнадцати праздников, царственных страстотерпцев и избранных святых.
В 2008 году принял участие в выставке икон «От мистерии к авангарду» (Москва).
Проживает в России (Москва) и в Сербии (Нови-Сад).
Дети: сын Никола, дочь Елизавета, сын Георгий.

## Галерея

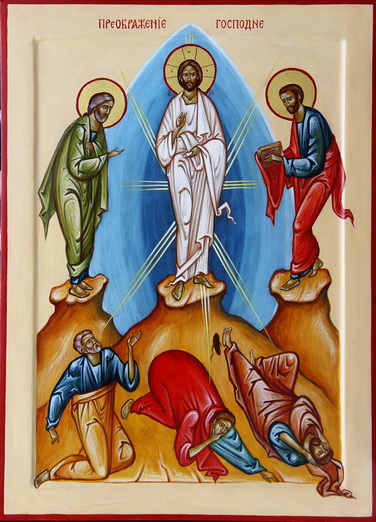
Преображение Господне
Богородица